# Дойч-Гріффен

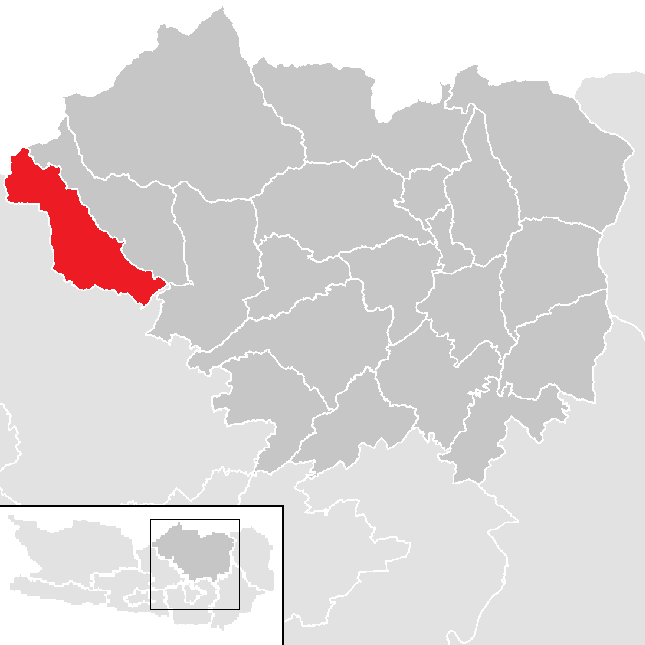
20503 —Дойч-Гріффен

Дойч-Гріффен (нім. Deutsch-Griffen) — громада в федеральній землі Каринтія (Австрія). Громада розташована в політичному окрузі Санкт-Файт-ан-дер-Глан.